# Mecanismo Europeo de Estabilidad
El Mecanismo Europeo de Estabilidad (MEDE) (en inglés European Stability Mechanism o ESM) es un organismo intergubernamental creado por el Consejo Europeo en marzo de 2011. Funciona como un mecanismo permanente para la gestión de crisis para la salvaguardia de la estabilidad financiera en la eurozona en su conjunto. Este mecanismo entró en funcionamiento para toda la eurozona en octubre de 2012, sustituyendo las estructuras temporales que constituyen el Fondo Europeo de Estabilidad Financiera (FEEF) y el Mecanismo Europeo de Estabilidad Financiera (MEEF).

## Historia

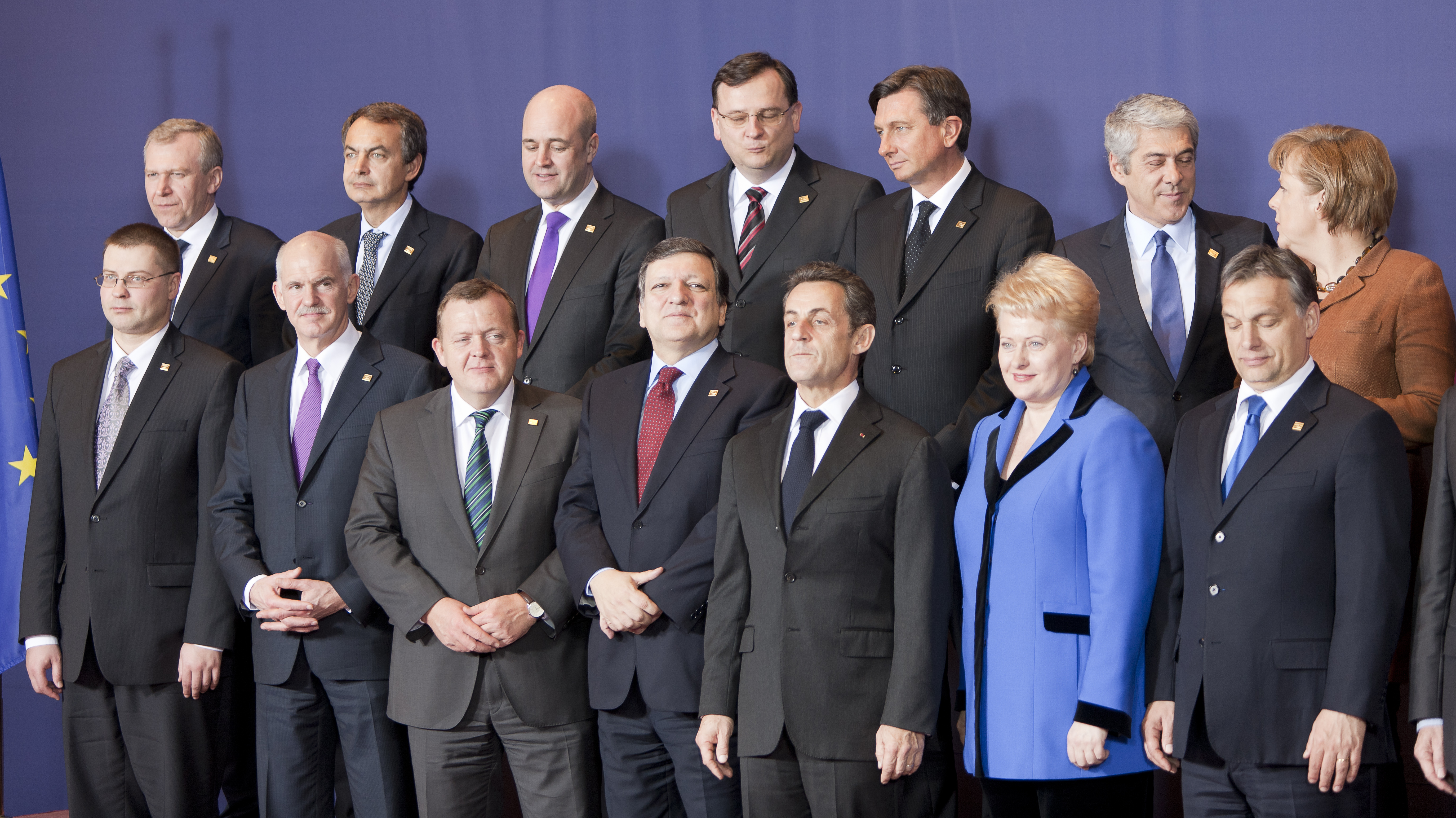
Fotografía de los líderes europeos en el Consejo Europeo del 24 y 25 de marzo de 2011, que aprobó el Mecanismo Europeo de Estabilidad.

En respuesta a la Crisis del euro en 2010 la Cumbre europea de los días 24 y 25 de marzo de 2011 adoptó un paquete de medidas que incluían el establecimiento del Mecanismo Europeo de Estabilidad. Anteriormente, en el Consejo Europeo del 16 de diciembre de 2010, se acordó modificar el artículo 136 del Tratado de la Unión Europea. Esto permitió a Estados cuya moneda es el euro establecer un mecanismo permanente que garantice la estabilidad financiera de la zona del euro en su conjunto.
El acuerdo que establece el MEDE estipulaba que el organismo entraría en vigor cuando los Estados miembros que representan el 90% de los requerimientos de capital ratificaran el acuerdo. Este límite fue superado con la adhesión de Alemania el 27 de septiembre de 2012, lo que supuso la entrada en funcionamiento del ESM en esa fecha para dieciséis de los diecisiete miembros de la eurozona. El país restante, Estonia, que solo cuenta con el 0,19% del capital, selló su ratificación el 4 de octubre de 2012.
El MEDE se creó en octubre de 2012 como sucesor del Fondo Europeo de Estabilidad Financiera (FEEF). Era una solución permanente para un problema que surgió al principio de la crisis de la deuda soberana de 2010: la falta de un respaldo para los países de la eurozona que ya no pueden acceder a los mercados. El FEEF y el MEDE siguen siendo entidades legales separadas, pero comparten personal, instalaciones y operaciones.
Chipre (marzo de 2016), Irlanda (diciembre de 2013), España (diciembre de 2013) y Portugal (mayo de 2014) abandonaron con éxito sus programas FEEF/MEDE sin un acuerdo de seguimiento. Después de sufrir graves dificultades financieras, salieron de los programas de préstamos de rescate europeos y pudieron volver al acceso normal al mercado.

### Pandemia de enfermedad por coronavirus
Los ministros de Economía y Finanzas de la UE establecieron los detalles de la primera red de seguridad comunitaria contra los efectos de la Pandemia de enfermedad por coronavirus de 2020 en Europa. Hasta 550.000 millones de euros en líneas de liquidez para los Estados (a través del MEDE), las empresas (mediante el Banco Europeo de Inversiones) y para evitar despidos masivos, usando el SURE (Support Unemployment Risk Emergency).

## Funcionamiento del Mecanismo
El Consejo de Gobernadores, que estará formado por los ministros de Economía y Finanzas de los países de la zona del euro, es el encargado de adoptar las decisiones de mayor trascendencia. Un Consejo de Administración, nombrado por los países de la zona euro, desempeñará aquellos cometidos específicos que le delegue el Consejo de Gobernadores.
El MEDE, bajo unas condiciones estrictas, tiene la función de facilitar ayuda financiera en forma de préstamos a los países de la zona euro que sufran graves problemas de financiación. Esta ayuda financiera se activará únicamente cuando se reciba la petición de algún país de la zona del euro. La Comisión Europea, el FMI y el Banco Central Europeo, evaluarán el riesgo para la estabilidad financiera de la eurozona en su conjunto y analizarán la sostenibilidad de la deuda pública del país que solicitó la ayuda. Si se concluyera que un programa de ajuste macroeconómico podría reconducir la deuda pública a una senda sostenible, se evaluarán las necesidades de financiación y se negociará el programa de ayuda que se formalizaría en un Convenio de Cooperación.

## Financiación
El capital fijado del Mecanismo es de 700.000 millones de euros, de los que 80.000 millones de euros serán capital desembolsado y 620.000 millones de euros serán capital exigible. El capital desembolsado se aportará a partir de julio de 2013, en cinco plazos anuales iguales. También se financiará mediante la emisión de valores distintos de acciones.